# Constant de Gauss
En matemàtiques, la constant de Gauss, anotada G, és una constant que es defineix com el nombre invers de la mitjana aritmètico-geomètrica entre 1 i l'arrel quadrada de 2.
{\displaystyle G={\frac {1}{\mathrm {agm} (1,{\sqrt {2}})}}\approx 0.8346268\dots .}

## Propietats

### Valor
El seu valor aproximat és: 
{\displaystyle G\approx 0.8346268\dots .}
i la seva fracció contínua és:
{\displaystyle G=[0,1,5,21,3,4,14,1,1,1,1,1,3,1,15,1,3,8,36,1,2,5,2,\dots .]}

### Relació amb altres constants
La constant de Gauss pot ser utilitzada en la definició de les constants de la lemniscata, sent la primera:
{\displaystyle L_{1}\;=\;\pi G}
i la segona:
{\displaystyle L_{2}\,\,=\,\,{\frac {1}{2G}}}
que intervenen en el càlcul de la longitud d'arc d'una lemniscata.

### Altres fórmules
Aquesta constant rep el seu del matemàtic alemany Carl Friedrich Gauss, que va descobrir el 1799 la identitat següent:
{\displaystyle G={\frac {2}{\pi }}\int _{0}^{1}{\frac {dx}{\sqrt {1-x^{4}}}}}
sigui:
{\displaystyle G={\frac {2}{\pi }}\mathrm {\mathrm {B} } \left({\frac {1}{4}},{\frac {1}{4}}\right)}
on {\displaystyle B} és la funció Beta d'Euler, definida com:
{\displaystyle \mathrm {\mathrm {B} } (x,y)=\int _{0}^{1}t^{x-1}(1-t)^{y-1}\mathrm {d} t.}

La constant de Gauss també pot ser expressada mitjançant la funció theta de Jacobi:
{\displaystyle G=\vartheta _{01}^{2}(e^{-\pi })}
Una sèrie ràpidament convergent a la constant de Gauss és la següent:
{\displaystyle G={\sqrt[{4}]{32}}e^{-{\frac {\pi }{3}}}\left(\sum _{n=-\infty }^{\infty }(-1)^{n}e^{-2n\pi (3n+1)}\right)^{2}.}
La constant també ve donada pel producte infinit:
{\displaystyle G=\prod _{m=1}^{\infty }\tanh ^{2}\left({\frac {\pi m}{2}}\right).}
També apareix en el càlcul de les integrals definides:
{\displaystyle {\frac {1}{G}}=\int _{0}^{\pi /2}{\sqrt {\sin(x)}}dx=\int _{0}^{\pi /2}{\sqrt {\cos(x)}}dx}
{\displaystyle G=\int _{0}^{\infty }{\frac {dx}{\sqrt {\cosh(\pi x)}}}}

### Transcendència
La constant de Gauss es pot utilitzar per expressar la funció gamma amb l'argument d'1/4:
{\displaystyle \Gamma ({\tfrac {1}{4}})={\sqrt {2G{\sqrt {2\pi ^{3}}}}}}
I com que π i Γ(1/4) són algebraicament independents (demostrat el 1996 pel matemàtic rus Yuri Nesterenko), amb Γ(1/4) irracional, tenim que la constant de Gauss és transcendental.